# Cabomba aquatica
Cabomba aquatica är en kabombaväxtart som beskrevs av Jean Baptiste Christophe Fusée Aublet. Cabomba aquatica ingår i släktet kabombor, och familjen kabombaväxter. Inga underarter finns listade i Catalogue of Life.